# Ricardo Waddington
Ricardo Waddington, nome completo Ricardo Capille Waddington (Rio de Janeiro, 22 dicembre 1960), è un regista televisivo e produttore televisivo brasiliano.

## Biografia
Ricardo Waddington è fratello maggiore del regista cinematografico e televisivo Andrucha Waddington.
Ha lavorato per ben 40 anni presso TV Globo, dove è entrato nel 1983, assunto come aiuto regista nella telenovela Champagne. Nel 1987 ha invece rivestito per la prima volta il ruolo di regista principale, dirigendo la telenovela Senza scrupoli, uno dei maggiori successi di TV Globo. Sono poi seguite altre importanti produzioni televisive come Olho no Olho (1993), Quatro por Quatro (1994), História de Amor (1995), Anjo de Mim (1996), Laços de Família (2000), Coração de Estudante (2002), Mulheres Apaixonadas (2003). Nel 2013 ha diretto la telenovela Joia Rara, che è stata premiata con l'Emmy (la regia generale era però di Amora Mautner). 
Nel 2018 è subentrato a Carlos Henrique Schroder quale responsabile della divisione intrattenimento della Globo. Dal 2020 si è occupato altresì della piattaforma Globoplay. Nel 2023 ha lasciato clamorosamente il network carioca. 

## Vita privata
Ha sposato in prime nozze l'attrice Lidia Brondi, che l'ha reso padre di Isadora. Dopo aver divorziato è passato a nuove nozze con un'altra attrice, Helena Ranaldi: da questo matrimonio, terminato anch'esso col divorzio, è nato l'attore e produttore cinematografico Pedro Waddington. Per un periodo è stato sentimentalmente legato ad Ana Paula Arosio.